# Santurdejo
Santurdejo település Spanyolországban, La Rioja autonóm közösségben. Santurdejo Santurde de Rioja, Santo Domingo de la Calzada, Manzanares de Rioja, Pazuengos és Ojacastro községekkel határos. Lakosainak száma 96 fő (2024).

## Népesség
A település népessége az elmúlt években az alábbi módon változott:
| Lakosok száma | 186  | 178  | 175  | 164  | 140  | 126  | 110  | 106  | 100  | 96   |
|               | 2001 | 2004 | 2007 | 2009 | 2012 | 2014 | 2017 | 2019 | 2022 | 2024 |